# 2015年金馬奇幻影展
2015年金馬奇幻影展是在2015年4月10日至4月19日，於臺灣的台北舉辦。

## 簡介
參展影片如下：
- 特雷·帕克《南方公园剧场版》

「東瀛狂想」單元：
- 山下敦弘《極道好聲音》
- 川村泰祐《海月姬》

「經典重現」單元：
- 賈克·大地《遊戲時間》
- 米歇·龔德里《王牌冤家》

焦點導演：魏斯·安德森
- 《脫線沖天炮》
- 《都是愛情惹的禍》
- 《天才一族》
- 《海海人生》
- 《穿越大吉嶺》
- 《超級狐狸先生》

## 外部連結
- 金馬奇幻影展（页面存档备份，存于）